# بوررو غرين (كامبريدجشير)
بوررو غرين (بالإنجليزية: Burrough Green)‏ هي قرية وأبرشية مدنية تقع في المملكة المتحدة في إنجلترا.